# بيوت في ذلك الزقاق (فلم)
بيوت في ذلك الزقاق فيلم عراقي أُنتج عام 1977.
```
كان عنوانه (العمل الرأسمالي في البيوت)
```

## كتب القصة
جاسم المطير

## إخراج
قاسم حول

## تمثيل
نزار السامرائي، عبد الجبار كاظم، هناء محمد، سعاد عبد الله، مكي البدري، جمال امين

## روابط خارجية
- مقالات تستعمل روابط فنية بلا صلة مع ويكي بيانات